# كلارود
كلارود هي قرية في مقاطعة طالقان، إيران. عدد سكان هذه القرية هو 94 في سنة 2006.